# Kris Cuppens
Kris Cuppens est un acteur belge d’origine flamande, né à Neeroeteren le 22 mai 1962.

## Biographie
À l’école secondaire, il découvre le théâtre. Il quitte ensuite son Limbourg natal pour aller étudier à Bruxelles. Il obtient le diplôme d’architecte et décide de rester à Bruxelles. Lors d’une audition chez Jan Fabre, l’amour pour le théâtre renaît. En 1995, on le voit pour la première fois à la télévision dans la série Heterdaad sur la Vlaamse Radio- en Televisieomroep (VRT, télévision et radio flamandes). Il y joue le rôle de Willy Martens, inspecteur de la gendarmerie belge détaché à Bruxelles. Pendant le tournage de cette série, il fait la connaissance de Dirk Tuypens. Avec Tuypens il s’engage dans le mouvement de paix et bombe-spotting. Cette collaboration donne naissance à une pièce de théâtre, Vaderland (Patrie). Dans ce drame, deux frères d’un père collabo pendant la Seconde Guerre mondiale se rencontrent lors de l’enterrement de leur frère aîné. Toute la pièce durant, les deux frères se confrontent pour juger ou défendre leur père et ses choix.
C’est durant le tournage de la série Heterdaad que Kris Cuppens fait la connaissance de Joachim Lafosse. Avec lui, il quitte le milieu flamand pour faire une série de films francophones comme Tribu, Ça rend heureux. Cette collaboration est tellement aisée qu’on le considère comme étant l’acteur fétiche du réalisateur Joachim Lafosse.
Mais il ne renie pas ses racines flamandes ou limbourgeoises pour autant. Il écrit un monologue de théâtre musical Lied (Chanson) qui est en grande partie autobiographique. Le 18 novembre 2006, l’Union linguistique néerlandaise (Nederlandse Taalunie) lui donnera le prix du Théâtre (Toneelschrijfprijs) pour ce monologue.
Kris Cuppens enseigne l’art dramatique et le théâtre à Maastricht, Louvain et Anvers.

## Théâtre
- 1993 : Amerikaanse Dromen, mise en scène R. Meulemans
- 1994 : Modern Nature, mise en scène R. Meulemans
- 1999 : Vaderland, mise en scène Kris Cuppens en Dirk Tuypens
- 2000 : De Wraak van Tarzan, mise en scène  J. De Smet
- 2002 : Kean en zoon, mise en scène Kris Cuppens en Dirk Tuypens
- 2004 : L'Étranger, mise en scène S. Devillé
- 2005 : Lied, mise en scène S. Devillé

## Filmographie partielle

### Cinéma
- 2001 : Tribu de Joachim Lafosse
- 2004 : Folie privée de Joachim Lafosse
- 2004 : Dans l'ombre d'Olivier Masset-Depasse (court-métrage)
- 2006 : Ça rend heureux de Joachim Lafosse
- 2006 : Nue Propriété de Joachim Lafosse
- 2011 : Bullhead (Rundskop) de Michael R. Roskam
- 2016 : Les Survivants de Luc Jabon

### Télévision
Kris Cuppens est apparu dans plusieurs séries flamandes :
- 1995-1998 : Heterdaad
- Thuis
- Recht op Recht
- De Fictie-freak
- Aspe
- Bex en Blanche
- 2002 : Flikken
- 2004-2005 : Witse
- 2013 : Albert II
- 2016 : Ennemi public (série télévisée) créée par Antoine Bours, Gilles de Voghel, Matthieu Frances et Christopher Yates (S01 : Koen Van Assche papa de Noémie)
- 2017 : Beau Séjour
- 2019 : Undercover : Walter Devos